# 박연서
박연서(朴淵瑞, 일본식 이름: 朴本淵瑞보쿠모토 엔스이, 1893년 12월 27일 ~ 1950년 9월 19일)는 일제강점기, 대한민국의 감리교 목사이다.

## 생애
경기도 고양군에서 출생하여 한성부의 보성소학교와 개성 보창학교를 졸업했다. 20세 때인 1912년 세례를 받고 개신교 신자가 되었다.
강원도 인제군에서 전도사로 일하다가 1917년 피어선기념성경학원(현 평택대학교)를 졸업하고 1923년 목사 안수를 받았다. 목사 안수를 받기 전 철원에서 시무하면서 1919년 3·1 운동에 가담했다. 1924년 일본 간사이 지방 파송 목사로 뽑혀 4년간 선교 활동을 했다.
1928년 협성신학교를 졸업하였고, 강원도 철원, 화천, 경기도 연천, 포천 등의 교회에서 일했다. 이후 《기독신보》 주필로 기독교 언론 사업에 잠시 몸을 담았으며, 1934년부터는 다시 서울 석교교회, 함경남도 원산부의 원산중앙교회 등에서 근무했다. 1932년에 신흥우가 주창한 적극신앙단에 정춘수, 유억겸, 김인영 등과 함께 가담하기도 했다.
태평양 전쟁 시기에 전시체제에 협조했다. 기독교단 가운데 가장 먼저 신사참배 강요에 동조하여 신사참배를 결의한 감리교단은 1940년 국민정신총동원 기독교조선감리회연맹이라는 어용 단체를 결성했는데, 내선일체와 성전(聖戰) 승리를 목표로 내건 단체였다. 이때 이사장은 적극적인 친일파로 나선 정춘수가 맡았고, 박연서는 이사진에 포함됨과 동시에 선전주임에 임명되었다.
1940년 협성신학교의 후신인 감리교신학대학교에서 신사참배 거부 의지를 담은 전단이 뿌려져 교장 변홍규가 구속되고 학교는 무기한 휴교되는 사건이 있었다. 결국 감리교단은 이듬해 친일적인 내용의 혁신안을 통과시켜 감리교신학교로 새로 문을 열었는데, 이때 박연서는 혁신안을 주도하면서 해명글을 발표해 조선 기독교는 일본의 정신적 기초인 신토 사상과 보조를 맞춰야 한다고 주장한 바 있다.
1941년 혁신교단 선전주임과 경성교구장에 올라 활동하다가 광복을 맞았다. 1942년 정인과가 주도하여 회장을 맡은 기독교신문협회 부회장이 되었으며, 광복 직전인 1945년 7월에는 교파 통합으로 성립된 일본기독교조선교단에서 연성국장직에 임명되었다.
1946년 서울 중구의 남산교회 담임목사가 되어 1948년까지 시무하였다. 한국 전쟁 때 중풍을 앓고 있어 피신하지 못했다가 조선인민군이 서울을 점령했을 때 정치보위부에 체포되었다. 인민군 후퇴 직전 서울형무소에서 옥사한 것으로 알려졌다.

## 사후
3·1 운동 직후 철원에서 결성된 독립운동 단체 철원애국단 가담 사실 등을 인정받아 1963년에 대한민국 독립유공자로 대통령 표창을 추서받았으나, 1996년 대한민국 국가보훈처가 김희선, 서춘, 장응진, 정광조와 함께 서훈을 취소했다.
2008년 공개된 민족문제연구소의 친일인명사전 수록예정자 명단의 종교 부문에 선정되었으며 2009년 친일반민족행위진상규명위원회가 발표한 친일반민족행위 705인 명단에도 포함되었다. 기독교대한감리회가 2005년 광복 50주년 기념으로 펴낸 자료집 《하나님에게만 희망을 두고 살아라》에서 선정한 감리교 내 친일 부역자 12인 명단에도 포함되었다.

## 같이 보기
- 적극신앙단
- 혁신교단
- 일본기독교조선교단
- 남산교회

## 참고자료
- “박연서”. 기독교대한감리회. 2008년 2월 16일에 확인함.[깨진 링크(과거 내용 찾기)]
- 백기완, 송건호, 임헌영 (2004년 5월 20일). 《해방전후사의 인식 (1)》. 서울: 한길사. 294쪽쪽. ISBN 89-356-5542-2.